# Stone (série télévisée)
Pour les articles homonymes, voir Stone.
Stone est une série télévisée américaine créée par Stephen J. Cannell, Richard Levinson et William Link, produite par Stephen J. Cannell, et composée d'un téléfilm diffusé le 26 août 1979, et neuf épisodes diffusés entre 14 janvier et le 31 mars 1979 sur le réseau ABC.
La série est inédite dans les pays francophones à l'exception du pilote qui a été diffusé sous le titre Exécutions sommaires à la télévision française.

## Synopsis
Le sergent Daniel Stone en plus de travailler pour la police de Los Angeles est aussi un écrivain à succès, ce qui lui vaut d'être mal vu par sa hiérarchie. Parmi ses détracteurs au sein de la police, un ami de longue date, le chef Paulton et son partenaire Buck Rogers.

## Distribution
- Dennis Weaver : Sergent Daniel Stone
- Pat Hingle : Chef Paulton
- Robby Weaver : Détective Buck Rogers

## Épisodes
1. Exécutions sommaires (Stone) (100 minutes)
2. Le Dormeur (Deep Sleeper)
3. Peut-elle taper ? (But Can She Type ?)
4. Dossier 89428 (Case Number HM 89428, Homicide)
5. L'homme de la Tolédo (The Man in the Full Toledo)
6. Bagarre entre amis (Just a Little Blow Between Friends)
7. Poursuite mortelle (Death Run)
8. La pendule tourne (67 Hours, 24 Minutes and Counting)
9. Le Partenaire (The Partner)
10. Qu'est-ce que les gens attendent de moi ? (What Do You People Want from Me ?)